# العابر عبر الجدار
العابر عبر الجدار (بالفرنسية: Le Passe-muraille)‏ هي قصة قصيرة فرنسية للكاتب الفرنسي مارسيل ايميه. ظهرت في القراءة 40 سنة 1941.تراوي القصة حكاية رجل يعمل في وزارة التعليم ولديه القدرة على المرور عبر الجدران ويستغل ذلك في السرقة والتحيل · .